# Vilar do Torno e Alentém
Vilar do Torno e Alentém is een plaats (freguesia) in de Portugese gemeente Lousada en telt 1447 inwoners (2001).